# Kandri (Ramtek)
Kandri è una suddivisione dell'India, classificata come census town, di 5.295 abitanti, situata nel comune di Ramtek, distretto di Nagpur, nello stato federato del Maharashtra. In base al numero di abitanti la città rientra nella classe V (da 5.000 a 9.999 persone).

## Geografia fisica
La città è situata a 21° 25' 0 N e 79° 16' 0 E e ha un'altitudine di 507 m s.l.m..

## Società

### Evoluzione demografica
Al censimento del 2001 la popolazione di Kandri assommava a 5.295 persone, delle quali 2.679 maschi e 2.616 femmine. I bambini di età inferiore o uguale ai sei anni assommavano a 685, dei quali 351 maschi e 334 femmine. Infine, coloro che erano in grado di saper almeno leggere e scrivere erano 3.584, dei quali 2.044 maschi e 1.540 femmine.